# Polígono de frequências
Este gráfico possui uma propriedade mais visual, embora sirva para cálculos aproximados. Ele é feito ligando-se, por meio de segmentos de retas, os pontos correspondentes aos pontos médios das classes com suas respectivas frequências. No início e no fim do gráfico ligamos os pontos nas extremidades inferiores dos retângulos. A área total abaixo do polígono é igual a área abaixo das barras, e a área abaixo do polígono em certa parte é proporcional à frequência da parte correspondente.